# Luz del Sur
Luz del Sur es una empresa peruana del sector privado. Esta empresa distribuye parte de Lima Metropolitana, que atiende a cerca de 1.3 millones de clientes. Catalogada como una de las compañías más grandes del Perú, Luz del Sur opera más del 30% del mercado de distribución de electricidad en el país, además que cuenta con electrolineras (centros de recarga para vehículos eléctricos - actualmente una en Miraflores). 
En los últimos 6 años invirtió más de US$ 745 millones para mejorar la infraestructura y llegar a más ciudadanos. Las tarifas eléctricas son fijadas por OSINERGMIN.
Luz del Sur cuenta con una filial: Inmobiliaria Luz del Sur.

## Historia
El origen de las empresas de energía eléctrica en Lima se remonta a la creación de las Empresas Eléctricas Asociadas (EE.EE.AA) en el año 1906, una empresa privada que se dedicaba a la generación, transmisión y distribución de electricidad. Las EE.EE.AA, fue nacionalizada durante el período del Gobierno Revolucionario de la Fuerza Armada, y en 1974 se convierte en la empresa estatal Electrolima. En el año 1992, durante el gobierno de Alberto Fujimori, se promulgó la Ley de Concesiones Eléctricas como parte del proceso de promoción de la inversión privada dividiendo a Electrolima en las unidades de negocio de generación, transmisión y distribución y abriendo el paso a las privatizaciones de muchas empresas públicas.
En enero de 1994, durante el proceso de privatización de empresas, se estableció la división en empresas estatales derivadas de Electrolima (Edelnor, EdeChancay, EdeCañete, Edelsur y Edegel). Una de las divisiones fue creada como Edelsur / Empresa de Distribución Eléctrica de Lima-Sur S.A (nombre con el que fue llamada Luz del Sur con anterioridad), la empresa Edelsur luego fue vendida y así, una empresa (Chilquinta S.A) obtuvo la concesión para la distribución de electricidad de Lima Sur y Este. Dos años después, en agosto de 1996 la empresa se constituyó como Luz del Sur para dar inicio a sus operaciones.
El mismo año se incorporó a dos empresas subsidiarias: la Empresa de Distribución Eléctrica de Cañete (EDECAÑETE S.A.), al adquirir el 100% de su propiedad al Estado Peruano, e Inmobiliaria Luz del Sur S.A., en la que Luz del Sur participa en un 99.9%.
En septiembre de 1999, el consorcio Peruvian Opportunity Company S.A.C., adquirió el 22.46% de las acciones de la Empresa, en una Oferta Pública de Adquisición realizada en la Bolsa de Valores de Lima. El 1 de abril de 2004 este consorcio llevó a cabo una OPV del 12% de las acciones de la distribuidora de electricidad. Como consecuencia de la adquisición por parte de AEI, en diciembre de 2007, de la participación de PSEG en Luz del Sur, POC llevó a cabo una OPA y llegó a adquirir 0.056% de las acciones comunes.
El 19 de enero del 2011 AEI (propietaria indirecta del 37.97% de Luz del Sur) comunicó que celebró un acuerdo con Sempra Energy International (propietario de Chilquinta, que tenía participación mayoritaria) para venderle la totalidad de su participación en la empresa.
En el año 2020, la empresa china, China Yangtze Power, de la estatal China Three Gorges Corporation adquirió a esta empresa.

## Zona de Operación
Luz del Sur atiende a 65  distritos distribuidos en Lima, Cañete y Huarochirí. Cuenta con 23,000 kilómetros de cable de conexión:

### Distritos de la Concesión
- 29 distritos en Lima
- 20 en Huarochirí
- 16 en Cañete

| ZONA DE CONCESIÓN DE LUZ DEL SUR                                                         |                          |    |                                  |    |                           |
| #                                                                                        | LIMA                     | #  | HUAROCHIRÍ                       | #  | CAÑETE                    |
| 1                                                                                        | Lima Cercado (*)         | 1  | Antioquía (*)                    | 1  | Asia (*)                  |
| 2                                                                                        | Ate - Vitarte            | 2  | Callahuanca                      | 2  | Calango (*)               |
| 3                                                                                        | Barranco                 | 3  | Carampoma (*)                    | 3  | Cerro Azul (*)            |
| 4                                                                                        | Chaclacayo               | 4  | Chicla (*)                       | 4  | Coayllo (*)               |
| 5                                                                                        | Cieneguilla (*)          | 5  | Huachupampa (*)                  | 5  | Chilca (*)                |
| 6                                                                                        | Chorrillos               | 6  | Huanza (*)                       | 6  | Imperial                  |
| 7                                                                                        | El Agustino (*)          | 7  | Laraos (*)                       | 7  | Lunahuaná (*)             |
| 8                                                                                        | Jesús María (*)          | 8  | Matucana (*)                     | 8  | Mala (*)                  |
| 9                                                                                        | La Molina                | 9  | Ricardo Palma                    | 9  | Nuevo Imperial (*)        |
| 10                                                                                       | La Victoria (*)          | 10 | San Antonio de Chaclla (*)       | 10 | Pacarán (*)               |
| 11                                                                                       | Lince                    | 11 | San Bartolomé (*)                | 11 | San Antonio               |
| 12                                                                                       | Lurigancho - Chosica (*) | 12 | San Jerónimo de Surco (*)        | 12 | San Luis de Cañete        |
| 13                                                                                       | Lurín (*)                | 13 | San Juan de Iris                 | 13 | San Vicente de Cañete (*) |
| 14                                                                                       | Miraflores               | 14 | San Mateo (*)                    | 14 | Santa Cruz de Flores (*)  |
| 15                                                                                       | Pachacamac (*)           | 15 | San Mateo de Otao                | 15 | Quilmaná (*)              |
| 16                                                                                       | Pucusana                 | 16 | San Pedro de Casta               | 16 | Zúñiga (*)                |
| 17                                                                                       | Punta Negra (*)          | 17 | Santa Cruz de Cocachacra (*)     |    |                           |
| 18                                                                                       | Punta Hermosa (*)        | 18 | Santa Eulalia (*)                |    |                           |
| 19                                                                                       | San Bartolo (*)          | 19 | Santiago de Tuna (*)             |    |                           |
| 20                                                                                       | San Borja                | 20 | Santo Domingo de los Olleros (*) |    |                           |
| 21                                                                                       | San Isidro (*)           |    |                                  |    |                           |
| 22                                                                                       | San Juan de Miraflores   |    |                                  |    |                           |
| 23                                                                                       | San Luis                 |    |                                  |    |                           |
| 24                                                                                       | Santa Anita (*)          |    |                                  |    |                           |
| 25                                                                                       | Santa María del Mar      |    |                                  |    |                           |
| 26                                                                                       | Santiago de Surco        |    |                                  |    |                           |
| 27                                                                                       | Surquillo                |    |                                  |    |                           |
| 28                                                                                       | Villa El Salvador        |    |                                  |    |                           |
| 29                                                                                       | Villa María del Triunfo  |    |                                  |    |                           |
| (*) Parcialmente (compartido con Pluz Energía, ADINELSA, ELECTROCENTRO y otras empresas) |                          |    |                                  |    |                           |

El área de concesión de Luz del Sur, incluye las zonas de mayor importancia residencial, comercial y de servicios de la capital y que, a la vez concentra gran actividad industrial de diversos sectores económicos. La zona de concesión incluye grandes zonas comerciales, centros educativos, centros médicos, canales de televisión, embajadas, ambientes deportivos, organismos públicos, y además zonas turísticas reconocidas, la zona financiera de Lima, y algunos clientes forman parte de áreas de alto poder adquisitivo o de gran producción industrial, turística y comercial. No obstante, la empresa también se enfoca en invertir en infraestructura eléctrica para reducir la brecha de distribución eléctrica y llegar a más personas del sur-este de Lima.

## Accionistas
CYPC controla directamente el 97.14% de Luz del Sur. El 2.86% restante se distribuye entre distintos accionistas locales y extranjeros.